# Mate Uzinić
Mate Uzinić (Dubrava, Omiš, 17. rujna 1967.) prelat je Katoličke Crkve i nadbiskup metropolit riječki. Prethodno je vršio službe apostolskog upravitelja (2020. – 2022.) i biskupa Dubrovačke biskupije (2011. – 2020.).

## Životopis

### Djetinjstvo i školovanje
U rodnoj Dubravi završio je osnovnu školu, gimnaziju u Nadbiskupskom sjemeništu u Splitu, gdje završava i teologiju (1988. – 1993.).

### Svećenik Splitsko-makarske nadbiskupije
Za svećenika Splitsko-makarske nadbiskupije zaređen je 27. lipnja 1993. u Splitu. Prethodno je, kao đakon pastoralno djelovao u župi Trilj. Od 1993. do 1995. bio je župni vikar u Omišu, a od 1995. do 1996. župnik u župi Svetog Nikole Otrić-Struge. U Rimu je 2000. godine, na Papinskom lateranskom sveučilištu, postigao licencijat iz crkvenog i građanskog prava. Potom je dvije godine služio kao sudski vikar i sudac na crkvenom interdijecezanskom sudu I. stupnja u Splitu. Od 2000. je također suradnik u pastoralu u župi Strožanac, a od 2001. rektor Centralnog bogoslovnog sjemeništa u Splitu. Od 2002. član je Prezbiterskog vijeća nadbiskupije, a od 2004. član Vijeća Hrvatske biskupske konferencije za sjemeništa i promicanje zvanja.

### Dubrovački biskup
Dubrovačkim biskupom imenovan je 24. siječnja 2011. godine. Za biskupa je zaređen 19. ožujka iste godine u dubrovačkoj katedrali. Glavni zareditelj je bio Marin Barišić, nadbiskup splitsko-makarski i metropolit, a suzareditelji kardinal Josip Bozanić, nadbiskup zagrebački i Želimir Puljić, prethodni dubrovački biskup koji je potom premješten u Zadar.
Biskup Uzinić je u Dubrovniku prepoznat kao "pastir i teolog koncilskoga duha, otvoren suradnji vjernika laika, graditelj ekumenski, dijaloški i mirotvorno usmjerene Kristove Crkve, odgovoran za zajednički svijet, za bratstvo u pokretu”.
U svibnju 2015. Uzinić je napravio presedan u Katoličkoj crkvi u Hrvatskoj objavom financijskog izvješća svoje biskupije, čime je postao prvi hrvatski biskup koji je to učinio.

### Riječki nadbiskup
Biskupsku službu u Gradu Svetog Vlaha obavljao do 4. studenoga 2020., kada ga je papa Franjo imenovao nadbiskupom koadjutorom Riječke nadbiskupije s posebnim ovlastima. Uz to je ostao apostolski upravitelj Dubrovačke biskupije sve do 22. siječnja 2022. godine. Dana 11. listopada 2022., papa Franjo imenovao ga je riječkim nadbiskupom i metropolitom. Kao nadbiskup riječki prestao je koristiti biskupski grb i geslo.

### Službe u Hrvatskoj biskupskoj konferenciji
Kao biskup obnašao je više službi u Hrvatskoj biskupskoj konferenciji: predsjednik Vijeća za ustanove posvećenog života i družbe apostolskog života, član Biskupske komisije za odnose s državom, predsjednik Pravne komisije, član mješovite komisije HBK i HRK, predsjednik Vijeća za život i obitelj, predsjednik Biskupske komisije za Papinski hrvatski zavod sv. Jeronima, te predsjednik Povjerenstva za zaštitu maloljetnika i ranjivih osoba. Uzinić je i duhovni voditelj Hrvatskoga kanonističkog društva.

## Pogledi

### Crkva i žene
U jednom intervjuu prije Druge ljetne škole teologije (2021.) Uzinić primjećuje da se od strane nekih katolika iznovice problematizira nastup teologinja. "Ostavlja se dojam kao da još uvijek nismo spremni čuti glas žene u teološkom diskursu? A što bi Crkva bila bez žena i njihova glasa?", upitao je nadbiskup. On ne smatra da je ženski glas u teologiji ili u Crkvi uniforman, i stoga bi zapravo trebalo govoriti o glasovima žena koji mogu pomoći Crkvi "da stvari sagledamo iz drugačijeg kuta gledanja. Stoga je važno, kako ističe i sam Papa, raditi i na većem uključenju žena u procese odlučivanja. Naime, upravo na mjestima gdje se donose odluke često manjkaju glasovi žena, a bilo bi ih potrebno čuti – ne samo zato da se čuje i žene, nego zato da bi se donijelo bolje odluke, dakle zbog dobrobiti zajednice, zbog dobrobiti Crkve. U Crkvi smo često fokusirani na govor o ženi, dok je neophodno poslušati ono što žene same o sebi imaju reći, makar to ponekad nije ono što bismo htjeli čuti".

### Prihvaćanje izbjeglica
U kolovozu 2015. godine, govoreći o europskoj migrantskoj krizi, Uzinić je izjavio da "ne smijemo na ljude gledati kroz predrasude, moramo ih upoznati i susresti se s njima. Odbijanje pomoći izbjeglicama je poput ratnog zločina".

### Zaštita maloljetnika
Uzinić je još 26. travnja 2012. održao govor na Simpoziju svećenika Šibenske biskupije u kojem je govorio o skandalima zlostavljanja maloljetnika, te je između ostalog naveo da "Crkva na prvo mjesto mora staviti žrtve, a ne zlostavljača ili Crkvu kao instituciju, kao što je bilo do sada. Učinimo li to, žrtve seksualnog zlostavljanja jednog dana neće na nas gledati kao na neprijatelje, nego kao na pomagače i prijatelje. Taj dan još nije stigao, a to znači da još nismo u potpunosti Crkva kakva smo pozvani biti".

### Homoseksualnost
U povodu Međunarodnog dana borbe protiv homofobije, 17. svibnja 2021., Uzinić je podsjetio na poruku pobudnice Pape Franje Amoris Laetitia (broj 250) te je zamolio oproštenje od homoseksualnih osoba što se i dalje mogu "osjećati odbačeni i od Crkve, ali i što oni i obitelji kojima pripadaju još uvijek u Crkvi, koja kao 'obitelj obitelji' treba biti obitelj za sve svoje članove, ne mogu dobiti ono obzirno pastoralno vodstvo koje im prema Amoris Laetitia treba biti zajamčeno". Uzinićeva poruka je ubrzo obišla svijet. Novinska agencija Agence France-Presse prenijela je njegovu izjavu i molbu za oproštenje najprije na engleskom jeziku, pa je tako vijest istoga dana prevedena na talijanski, francuski, njemački, portugalski, španjolski… te je objavljena u brojnim svjetskim medijima.

### Ljetne škole teologije
U Dubrovniku je Uzinić sa suradnicima organizirao dvije ljetne škole teologije. Prva, pod naslovom “Teologija u pluralnom društvu”, je bila od 14. do 19. srpnja 2019., a druga na temu “(A)politična vjera: kršćani u političkom prostoru”, od 18. do 24. srpnja 2021. godine. Škola je izazvala veliko zanimanje i oba puta okupila studentice i studente katoličke, pravoslavne i protestantske teologije. Bili su to svojevrsni ekumenski i dijaloški skupovi na kojima su se mogli upoznati mladi teolozi različitih kršćanskih konfesija međusobno, kao i s nekoliko renomiranih svjetskih teologa, također različitih kršćanskih konfesija. Predavači na prvoj školi su bili: Carmelo Dotolo, Pantelis Kalaitzidis, Tina Beattie i Željko Tanjić, a na drugoj: Tomáš Halík, Teresa Forcades, Aristotle Papanikolaou, Ivan Šarčević, Miroslav Volf. O ljetnim školama teologije izvještavali su brojni crkveni i građanski mediji, među njima i news portal Svete Stolice na talijanskom jeziku.

### Mediteranski teološki susreti
Nakon iskustava s Ljetnom školom teologije u Dubrovniku, Uzinić je sličan program pod nazivom Mediteranski teološki susreti pokrenuo i u Rijeci. Prvi susreti organizirani su pod naslovom „Sloboda i odgovornost za izgovorenu riječ“, od 10. do 16. srpnja 2022. u Lovranu. Ovaj put u programu su bili uključeni i apsolventi katoličkih, protestantskih i pravoslavnih teoloških fakulteta, kao i studenti postdiplomskih studija teologije. Predavači su bili: Marianne Heimbach-Steins, Cyril Hovorun, Luke Bretherton i Branko Murić, dok je predavanje iz Vatikana održao glavni tajnik Sinode kardinal Mario Grech.
Drugo izdanje Mediteranskih teoloških susreta pod nazivom „Crkva ili sekta: između otvorenosti i ekskluzivnosti“ organizirani su od 16. do 22. srpnja 2023. u Lovranu. Predavači su bili: Jadranka Rebeka Anić, Davor Džalto, Hans-Peter Grosshans i Timothy Radcliffe, a predavanje video pozivom održao je američki isusovac James Martin, kojega je Papa Franjo potaknuo u njegovom apostolatu među LGBTQ+ osobama. Na kraju susreta, predstavljen je zbornik „Teologija u dijalogu“ koji sadrži radove s prethodnih susreta te služi kao izvor inspiracije za daljnji ekumenski dijalog unutar kršćanskih zajednica.

## Unutarnje poveznice
- Dodatak:Popis dubrovačkih biskupa
- Dodatak:Popis riječko-senjskih nadbiskupa| Prethodnik Želimir Puljić | Dubrovačka biskupija | Nasljednik Roko Glasnović || Prethodnik Ivan Devčić | Riječka nadbiskupija | Nasljednik — || - v - r - u Trenutno službujući biskupi u Hrvatskoj         | - v - r - u Trenutno službujući biskupi u Hrvatskoj                                                                                                                                                                                                                                                                                                                                                                                                                                                                                           |
| ----------------------------------------------------------- | --- |
| Papa: Lav XIV. Prefekt Dikasterija za biskupe: sede vacante | |
| nadbiskupi metropoliti                                      | Dražen Kutleša (Zagreb) • Zdenko Križić (Split-Makarska) • Mate Uzinić (Rijeka) • Đuro Hranić (Ðakovo-Osijek) • Milan Zgrablić (Zadar) |
| biskupi                                                     | Ivo Martinović (Požega) • Marko Medo (Gospić-Senj) • Vlado Košić (Sisak) • Vjekoslav Huzjak (Bjelovar-Križevci) • Ranko Vidović (Hvar) • Bože Radoš (Varaždin) Ivica Petanjak (Krk) • Tomislav Rogić (Šibenik) • Roko Glasnović (Dubrovnik) • Ivan Štironja (Poreč i Pula) |
| pomoćni biskupi                                             | Mijo Gorski (Zagreb) • Ivan Šaško (Zagreb) • Ivan Ćurić (Đakovo-Osijek) |
| grkokatolički biskup                                        | Milan Stipić (Križevci) |
| vojni biskup                                                | Jure Bogdan |
| apostolski nuncij                                           | Giorgio Lingua |
| naslovni biskupi povijesnih hrvatskih biskupija             | Giovanni Gaspari (Biograd na Moru) • Mijo Gorski (Cavtat) • Nikola Eterović (Cibalae) • Ante Jozić (Cissa) • Joselito Ramalho Nogueira (Knin) • Juan Miguel Betancourt (Korčula) • Ivan Jurkovič (Krbava) • Dominick John Lagonegro (Modruš) • Heriberto Cavazos Pérez (Narona) • Martin Vidović (Nin) • José Avelino Bettencourt (Novigrad) • John Joseph Kennedy (Osor) • Joaquín Humberto Pinzón Güiza (Otočac) • Paul Reder (Pićan) • Luis Alfonso Tut Tún (Rab) • Andrej Znoska (Skradin) • sede vacante (Ston) • Pierre Farine (Trogir) |
| Catholic-hierarchy.org                                      | |